# 小嶋光昭
小嶋 光昭（こじま みつあき）は、日本の外交官。両備ホールディングス会長小嶋光信の実兄で、駐ルクセンブルク大使、駐ネパール大使などを歴任。現公益社団法人日本ネパール協会会長。両備ホールディングス副社長の松田敏之は甥。

## 略歴
日比谷高校、慶應義塾大学卒業、1971年同大学院経済学修士課程（経済政策）修了。1970年外務省入省、英語研修（1973年米国エール大学政治学修士）、駐香港総領事館首席領事、1986年情報調査局調査室長、1989年中南米局長中南米第1課長、1993年駐マレーシア公使、1995年駐ニューヨーク総領事館首席領事、1997年JICA企画部長、1999年駐ネパール大使、2001年国際研修協力機構常務理事、2004年駐ルクセンブルク特命全権大使、2006年退官。内外政策評論 主宰。2010年より社団法人日本ネパール協会会長、2013年より公益社団法人日本ネパール協会代表理事/会長。
ルクセンブルクより、大十字章（Grand-Croix de l'Ordre de Merite）受章。2017年4月、瑞宝中綬章を受章。

## 主な著述
- 『日本の倫理融解 : 「心の再生」を国民的プロジェクトとして取り組むべき時 提言編』 ブイツーソリューション、2007年、ISBN 978-4-434-10549-4。
- 『お釈迦様（ブッダ）のルーツの謎 : 王子時代の居城カピラヴァストゥは何処に?』 東京図書出版会、2011年、ISBN 978-4-86223-480-3。
  - 『The mystery over Lord Buddha's roots : an analysis of the mystery of the Shakya Kingdom』 Nirala Publications、2015年、ISBN 9788182500563。
- 「竹島、排他的経済水域、そして歴史認識の問題 －両国首脳の政治的リーダーシップが期待される時―」（「世界週報」2006年6月20日号掲載）
- 「拡大EUの行方―拡大しつつ成長し、結束出来るか、弱体化の始まりかー」（「外交フォーラム」2005年6月号（5月発行）掲載）
- 「21世紀日本の選択肢（経済・財政編）」（限定版　2003年10月10日付）
- 「少子・高齢化と外国人労働力」（外務省海外交流審議会参考資料　2003年3月）
- 「日本の倫理融解（メルト・ダウン）＝求められる心の再生＝」（「経営倫理」　2002年7月号掲載）
- 「政策的ミスマッチー日本経済の自立的回復への処方箋―」（限定版　2001年4月10日）
- 「極大利潤追求の終焉と新しい企業目標 －ガルブレイスの「新しい産業国家」における売上高最大成長率説の一つの解釈ー」（「三田学会雑誌」1970年3月号（63巻）掲載）

## 同期入省
- 薮中三十二（外務事務次官）
- 成田右文（駐メキシコ大使）
- 国枝昌樹（駐シリア大使）
- 西田芳弘（外務省中南米局長）
- 小野正昭（駐メキシコ大使）など